# OneSwarm
OneSwarm es un cliente P2P que preserva la privacidad, desarrollado en la Universidad de Washington. Aunque es compatible hacia atrás con clientes tradicionales de BitTorrent, Oneswarm también incluye nuevas funciones diseñadas para proteger la privacidad del usuario al compartir datos entre amigos mediante la creación de un Darknet distribuido; tal sistema se llama compartir friend-to-friend.
OneSwarm se basa en el cliente de BitTorrent Azureus (Vuze).
Fue programado en Java y liberado bajo licencia GNU General Public License.

## Historia
OneSwarm todavía está en pruebas Beta, pero su desarrollo comenzó ya en 2007 como una rama del código base de Azureus.
El desarrollo y depuración de funciones ha sido lento a pesar de su carácter abierto, pero para el año 2010 el código base fue lo suficientemente estable como para soportar un enjambre (swarm) casi constante de más de 200.000 usuarios.
Una base de código para un servidor independiente de amigos fue desarrollada a principios de 2009 para permitir a los usuarios realizarse un seguimiento a ellos mismos. Hasta ahora muy pocos servidores amigos han sido implementados por los implicados con la tecnología.

## Características
Características de OneSwarm más allá de los aspectos de privacidad del producto son: búsqueda, permisos de uso compartido de archivos, interfaz de usuario web con streaming, transcodificación en tiempo real y acceso remoto.
Para proporcionar privacidad, OneSwarm usa la reescritura de la dirección de origen (source-address rewriting) con descargas a través de múltiples conexiones y multifuente (multi-usuario).